# Rukonkish Kamin
Rukonkish Kamin (Lubumbashi, 25 dicembre 1979) è un'ex cestista della Repubblica Democratica del Congo.

## Carriera
Con la RD del Congo ha disputato i Campionati mondiali del 1998.